# Shenzhen Airlines

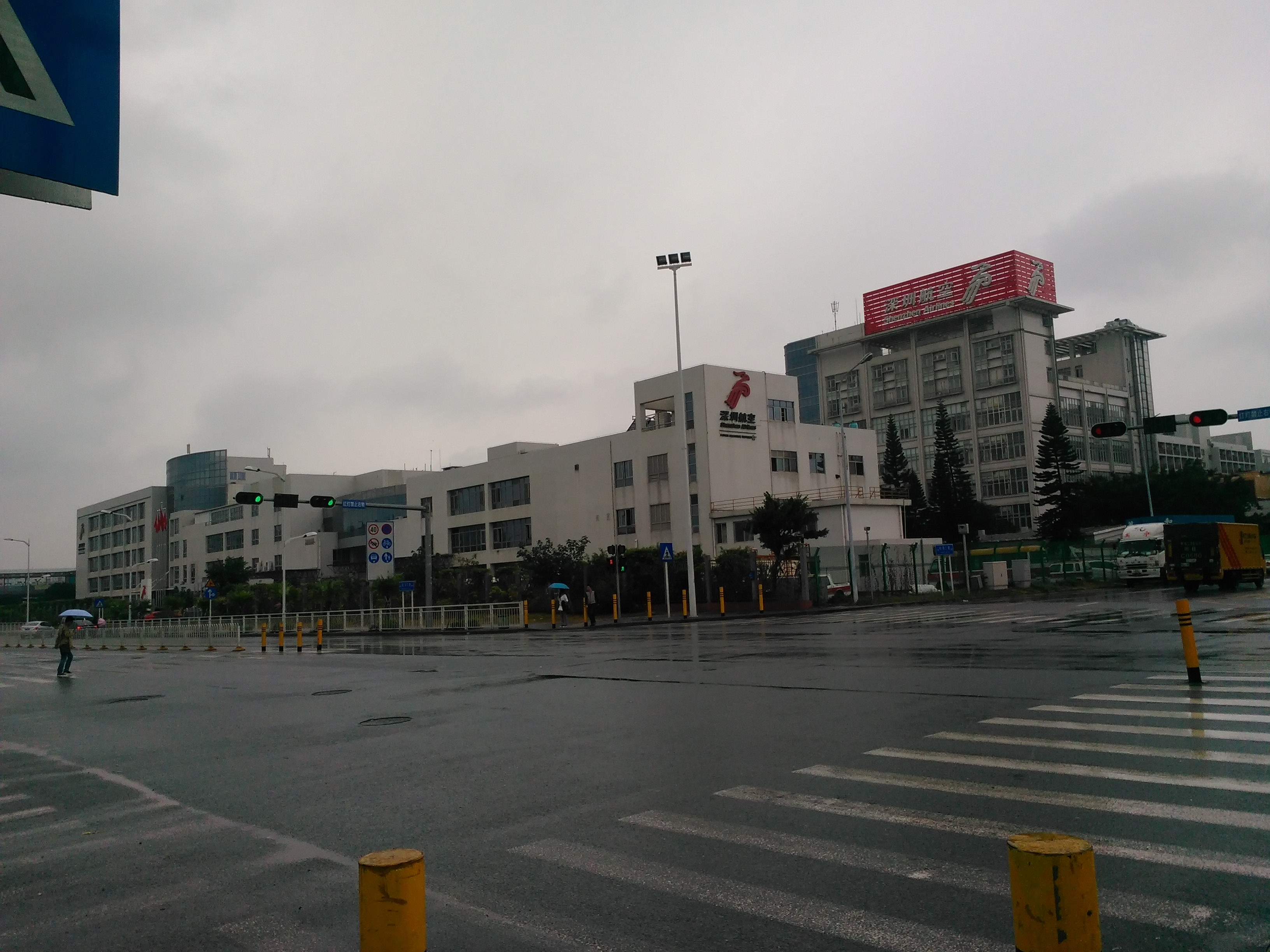
Corporate headquarters

Shenzhen Airlines là một hãng hàng không nội địa đóng tại Sân bay quốc tế Bảo An Thâm Quyến, Thâm Quyến, Quảng Đông, Trung Quốc.

## Lịch sử
Hãng hàng không này được thành lập tháng 10 năm 1992 và bắt đầu hoạt động từ ngày 13 tháng 9 năm 1993. Hãng này được thành lập bởi CAAC và chính quyền Thẩm Quyến với sự tham gia tài chính của hãng Air China, Overseas Chinese City Economic Development Corporation, Bank of China vàShenzhen South Tongfa Industrial Corporation. Đây là một trong những hãng hàng không có lợi nhuận nhất Trung Quốc. Hiện tại cơ cấu cổ phần của hãng này như sau: Ngân hàng Phát triển Quảng Đông (65%), CNAC (Air China) (25%) và Shenzhen Investment Management (10%).
Năm 2004, hãng đã cùng các đối tác Lufthansa Cargo và DEG, thành lập hãng hàng không vận tải hàng hóa Jade Cargo International, hãng mới này đi vào hoạt động tháng 9 năm 2005. Shenzhen Airlines sở hữu 51% cổ phần trong hãng mới này.
Ngày 10 tháng 6 năm 2005, hãng Boeing đã bàn giao chiếc Boeing 737-900 cho Shenzhen Airlines tại Seattle. Đây là chiếc đầu tiên trong 5 chiếc giao năm 2005. Shenzhen Airlines là hãng hàng không Trung Quốc đầu tiên đặt mua 737-900 và đây là chuyến giao hàng trực tiếp đầu tiên của hãng Shenzhen từ Boeing.

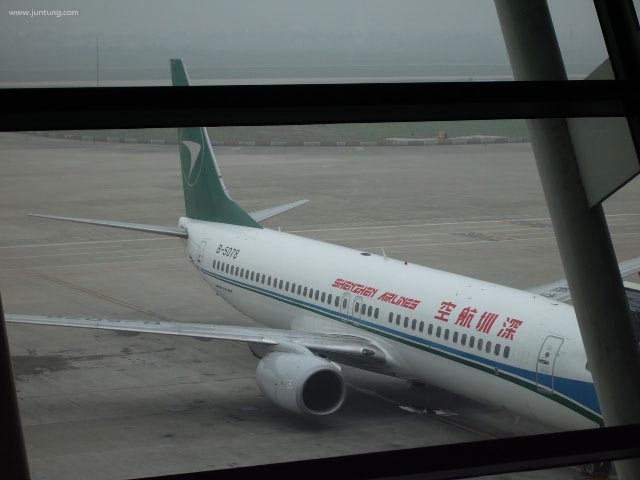
Shenzhen Airlines aircraft with old livery.

## Các điểm đến

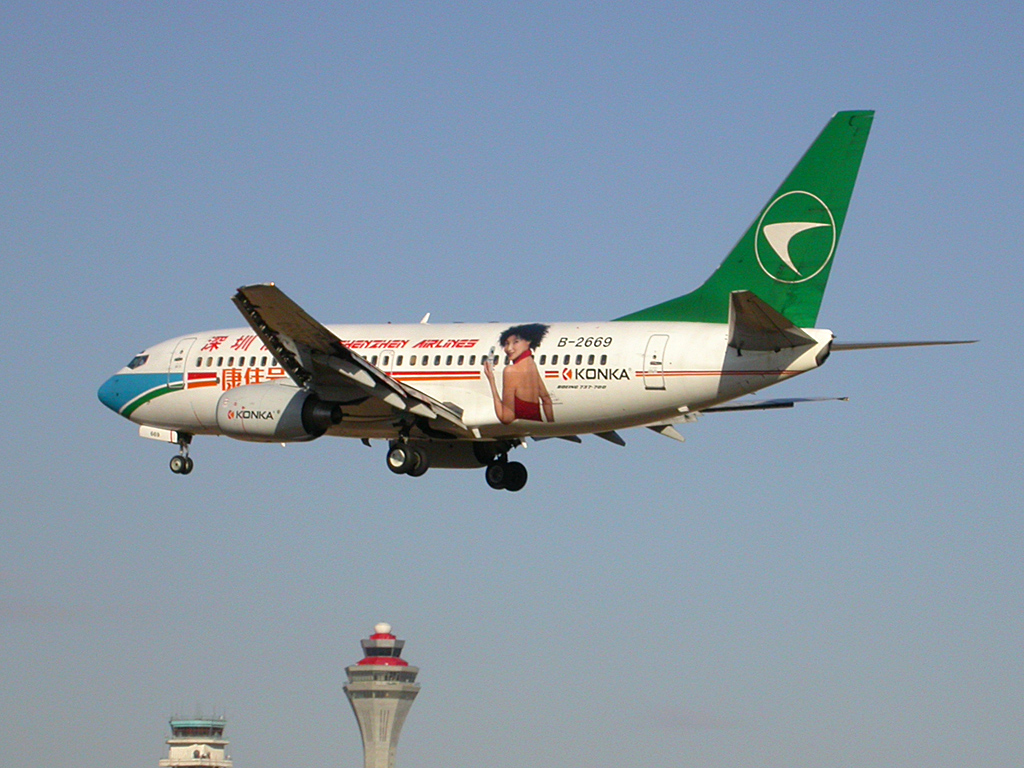
Một chiếc Boeing 737 của Shenzhen Airlines trong màu sơn cũ, hạ cánh tại Bắc Kinh, với Maggie Cheung được vẽ để ủng hộ cho Konka (tháng 2 năm 2004)

## Đội tàu bay
Đến thời điểm tháng 7/2021:
| Máy bay          | Đang vận hành | Đơn hàng | Số khách (Thương Gia/Phổ thông đặc biệt/Phổ thông) | Ghi chú |
| ---------------- | ------------- | -------- | -------------------------------------------------- | ------- |
| Airbus A319-100  | 8             | 0        | 128 (8/0/120)                                      |         |
| Airbus A320-200  | 76            | 0        | 158 (8/0/150)                                      |         |
| Airbus A320neo   | 21            | 6        | 158 (8/0/150)                                      |         |
| Airbus A330-300  | 6             | 0        | 309 (18/24/267)                                    |         |
| Boeing 737-800   | 78            | 0        | 168 (8/0/160)                                      |         |
| Boeing 737-900   | 5             | 0        | 168 (8/0/160)                                      |         |
| Boeing 737 MAX 8 | 14            | 16       | 162 (8/0/154)                                      |         |
| Tổng cộng        | 208           | 22       |                                                    |         |